# Felo
Rafael Manuel Verdugo Bobadilla, conocido por su pseudónimo Felo (San Fernando, 15 de noviembre de 1952) es un trovador y humorista chileno, conocido por sus parodias a cantautores hispanohablantes.

No me considero cantante ni humorista, pero me gusta cantar y he notado que cuando lo hago la gente se ríe.
Felo, en su sitio web

Por lo general canto solo. A veces va gente a verme.
Felo en Viva el lunes

## Biografía
Estudió en la escuela anexa a la Normal Núñez, y posteriormente en el Liceo Darío Salas. Comenzó a tocar guitarra a los trece años. Posteriormente, estudió medicina veterinaria en la Universidad de Chile, carrera de la que egresó en 1977. Sin embargo no se tituló debido a que nunca terminó su tesis. En la década de 1980 se dedicó a la música participando en muchas peñas folclóricas, consolidándose y dándose a conocer paulatinamente.
En entrevista a Federico Sánchez en el programa “Pensar es clave” de Radio la Clave, comentó que el apodo Felo se lo puso su abuela como derivado de Rafael (Rafaelito… Felito... Felo)
Una de sus primeras apariciones televisivas ocurrió en 1991, cuando fue invitado al programa Éxito de José Alfredo Fuentes. En 1996 lanzó su primer álbum, Se Busca. Ese mismo año apareció en el programa Viva el lunes de Canal 13, protagonizando una anécdota televisiva, cuando hizo reír a la cantante brasileña Xuxa durante varios minutos sin parar.
En el año 2003 lanzó su álbum en vivo Felo-Carril, álbum grabado en vivo que cuenta con canciones como "Viaje fantástico al corazón de la Utopía", "Quiera Dios" (parodia de "Ojalá" de Silvio Rodríguez), "Arriba en la cordillera" (de Patricio Manns), entre otras, con muchos interludios e intermedios humorísticos.
En 2005 se presentó en el XLVI Festival Internacional de la Canción de Viña del Mar con un rotundo éxito, llevándose como premio una antorcha de plata, símbolo del certamen. Estuvo entre los artistas invitados al mismo festival el año 2010, en la LI versión del certamen, sin embargo declinó participar semanas antes de su inicio, debido a problemas psicológicos por la muerte de un amigo cercano y por un altercado que tuvo con periodistas de farándula luego de una presentación en San Felipe.
En octubre del 2016 fue hospitalizado debido a una fuerte alza de presión, quedando internado en estado grave según informó la familia a medios de comunicación.
En agosto de 2019, se anuncia a través de Twitter la realización del documental "Felo: Un docu pequeño", escrito y dirigido por Nicolás J. Vogt.

## Influencias
Felo ha señalado admiración por el músico uruguayo Leo Maslíah, y los argentinos Les Luthiers y Hugo Varela los cuales pueden contarse como influencias en su trabajo artístico, así como también por músicos latinoamericanos como Silvio Rodríguez, Pablo Milanés, Patricio Manns, Alfredo Zitarrosa, a quienes homenajea y también parodia en sus presentaciones.

## Discografía
| Disco                          | Año  | Lista de canciones |
| ------------------------------ | ---- | --- |
| Se busca                       | 1996 | 1. Autorretrato 2. Algunos consejos prácticos y bienintencionados para ayudarlo a orientar a sus hijos en el camino de la sexualidad plena y verdadera 3. La censura no existe, Mi Amor 4. Canción por la Unidad Chilena 5. Desde una fogata, en la oreja, para ti 6. Ojalá 7. Fábula de sexo y moral 8. Nuestro México 9. El burrito jardinero 10. Canción de amor sin título |
| Felo-Carril (en vivo)          | 2003 | 1. Viaje al corazón de la utopía 2. Para vivir 3. Arriba en la cordillera 4. No te deseo mal pero... 5. Autorretrato 6. Penélope 7. Tú eres la mujer perfecta 8. El rey 9. Tali-Badaham 10. Chacarera 11. Llamado a retiro 12. Pequeña sinfonía inconclusa 13. Balada para el loco 14. Las tretas de Lorena 15. Quiera Dios 16. La casa nueva 17. Penúltimas palabras 18. Cantata Sta. María de Iquique 19. Recuerdos de Xuxa 20. El breve espacio en que no estás 21. Canción de la alegría |
| En Vivo 25 Años 11 Meses 1 Día | 2005 | 1. Viaje Fantástico Al Corazón De La Utopía (Felo En El País De Las Maravillas) 2. Canción Para un Suicida 3. No Te Deseo Mal... Pero Ojalá Que Te Vaya Como Las... (Canción Del Picado) 4. Autorretrato 5. Halloween's Cueca 6. Penélope... La Historia Verdadera 7. La Mujer Perfecta 8. La Rutina Nº 2 Más 5 9. El Breve Espacio En Que No Estás 10. La Beata 11. Las Tretas De Lorena 12. Homenaje Al Tío Roberto Parra 13. Fábula De Sexo y Moral                                       |